# Supercopa de España femenina de voleibol
La Supercopa de España de Voleibol Femenina es la competición en la que se enfrentan los campeones de las competiciones de liga y copa de la temporada anterior. Desde 2004 hasta 2009, participaron también los segundos clasificados enfrentándose en doble jornada de semifinales y final, volviéndose en 2010 a ser solo dos equipos.

## Historial
| Ed.           | Temporada | Campeón                         | Res. | Subcampeón                          | Sede                       | MVP                |
| ------------- | --------- | ------------------------------- | ---- | ----------------------------------- | -------------------------- | ------------------ |
| I             | 1990      | R.C.D. Español                  | 3–1  | C.V. Tormo Barberá                  | Guadalajara                |                    |
| No se disputó |           |                                 |      |                                     |                            |                    |
|               | 1992      | Tenerife Marichal               | 3–0  | R.C.D. Español                      | No oficial                 |                    |
| No se disputó |           |                                 |      |                                     |                            |                    |
| II            | 2002      | Tenerife Marichal               | 3–0  | Universidad de Burgos               | Miranda de Ebro            |                    |
| III           | 2003      | Tenerife Marichal               | 3–1  | Caja de Ávila C.S.C.                | Soria                      |                    |
| IV            | 2004      | Tenerife Marichal               | 3–1  | Hotel Cantur Costa Mogán Las Palmas | Las Palmas                 |                    |
| V             | 2005      | Tenerife Marichal               | 3–0  | Hotel Cantur Las Palmas             | Tenerife                   |                    |
| VI            | 2006      | C.A.V. Murcia 2005              | 3–0  | Universidad de Burgos               | Miranda de Ebro            | Liobuvov Kilic     |
| VII           | 2007      | C.A.V. Murcia 2005              | 3–1  | Spar Tenerife Marichal              | Benidorm                   | Malgorzata Glynka  |
| VIII          | 2008      | Tubillete.com Tenerife Marichal | 3–1  | Palma Volley                        | Tenerife                   | Yasmina Hernández  |
| IX            | 2009      | C.A.V. Murcia 2005              | 3–2  | Valeriano Allés Menorca Volei       | Murcia                     | Priscila Rivera    |
| X             | 2010      | C.A.V. Murcia 2005              | N.P. | Jamper Aguere                       | Murcia                     |                    |
| No se disputó |           |                                 |      |                                     |                            |                    |
| XI            | 2012      | Haro Rioja Vóley                | 3–0  | Valeriano Allés Menorca Volei       | Haro                       | Helia González     |
| XII           | 2013      | Embalajes Blanco Tramek Murillo | 3–0  | Haro Rioja Vóley                    | Murillo de Río Leza        | Fernanda Gritzbach |
| XIII          | 2014      | Naturhouse Ciudad de Logroño    | 3–0  | Avarca de Menorca                   | Logroño                    | Iva Pejkovic       |
| XIV           | 2015      | Naturhouse Ciudad de Logroño    | 3–0  | GH Leadernet                        | Logroño                    | Iva Pejkovic       |
| XV            | 2016      | Fígaro Peluqueros Haris         | 3–1  | Naturhouse Ciudad de Logroño        | La Laguna                  | Daniele Batista    |
| XVI           | 2017      | Minis de Arluy VB Logroño       | 6–2  | Fachadas Dimurol Libby,s            | La Laguna y Logroño        | Helia González     |
| XVII          | 2018      | Minis de Arluy VB Logroño       | 3–1  | Fachadas Dimurol Libby,s            | Logroño                    | Helia González     |
| XVIII         | 2019      | May Deco VB Logroño             | 3–0  | Sanaya Libby´s La Laguna            | La Laguna                  | Fernanda Gritzbach |
| XIX           | 2020      | Club Voleibol Ciudadela         | 3–0  | CV Sayre CC La Ballena              | Ciutadella                 |                    |
| XX            | 2021      | Gran Canaria Urbaser            | 3–2  | Feel Volley Alcobendas              | Las Palmas de Gran Canaria |                    |
| XXI           | 2022      | Sanaya Libby´s La Laguna        | 3–1  | Arenal Emevé                        | La Laguna                  |                    |
| XXII          | 2023      | Hidramar Gran Canaria           | 3–1  | Sanaya Libby´s La Laguna            | Santa Cruz de Tenerife     |                    |
| XXIII         | 2024      | Club Voleibol Ciudadela         | 3–1  | Hidramar Gran Canaria               | Las Palmas de Gran Canaria | Jimena Fernández   |

## Palmarés
| Equipo                   | Títulos | Subcamp. | Años campeonatos                   |
| ------------------------ | ------- | -------- | ---------------------------------- |
| May Deco VB Logroño      | 6       | 1        | 2013, 2014, 2015, 2017, 2018, 2019 |
| Tenerife Marichal        | 5       | 1        | 2002, 2003, 2004, 2005, 2008       |
| C.A.V. Murcia 2005       | 4       | 0        | 2006, 2007, 2009, 2010             |
| Sanaya Libby´s La Laguna | 2       | 4        | 2016, 2022                         |
| Avarca de Menorca        | 2       | 3        | 2020, 2024                         |
| Gran Canaria Urbaser     | 2       | 1        | 2021, 2023                         |
| Haro Rioja Voley         | 1       | 1        | 2012                               |
| R.C.D. Español           | 1       | 0        | 1990                               |
| Universidad de Burgos    | 0       | 2        |                                    |
| Hotel Cantur Las Palmas  | 0       | 2        |                                    |
| GH Leadernet             | 0       | 1        |                                    |
| Jamper Aguere            | 0       | 1        |                                    |
| Palma Volley             | 0       | 1        |                                    |
| Caja de Ávila C.S.C.     | 0       | 1        |                                    |
| C.V. Tormo Barberá       | 0       | 1        |                                    |
| CV Sayre CC La Ballena   | 0       | 1        |                                    |
| Arenal Emevé             | 0       | 1        |                                    |
| Feel Volley Alcobendas   | 0       | 1        |                                    |

### Títulos por comunidad autónoma
| Comunidad Autónoma   | Títulos | Subcampeón | Clubes campeones |
| -------------------- | ------- | ---------- | --- |
| Islas Canarias       | 9       | 10         | Tenerife Marichal (5\|1), Sanaya Libby´s La Laguna (2\|4), Gran Canaria Urbaser (2\|1), Hotel Cantur Las Palmas (0\|2), Jamper Aguere (0\|1) y CV Sayre CC La Ballena (0\|1) |
| La Rioja             | 7       | 2          | May Deco VB Logroño (6\|1) y Haro Rioja Voley (1\|1) |
| Región de Murcia     | 4       | 0          | C.A.V. Murcia 2005 (4\|0) |
| Islas Baleares       | 2       | 4          | Avarca de Menorca (2\|3) y Palma Volley (0\|1) |
| Cataluña             | 1       | 0          | R.C.D. Español (1\|0) |
| Castilla y León      | 0       | 3          | Universidad de Burgos (0\|2) y Caja de Ávila C.S.C. (0\|1) |
| Navarra              | 0       | 1          | GH Leadernet (0\|1) |
| Comunidad Valenciana | 0       | 1          | C.V. Tormo Barberá (0\|1) |
| Galicia              | 0       | 1          | Arenal Emevé (0\|1) |
| Comunidad de Madrid  | 0       | 1          | Feel Volley Alcobendas (0\|1) |